# Biliard
Acest articol este despre grupul de jocuri ce sunt jucate cu tacul. În Marea Britanie, "biliard" este numele folosit pentru blilardul englezesc. În Olanda, biliard este numele dat jocului de biliard Carambole.

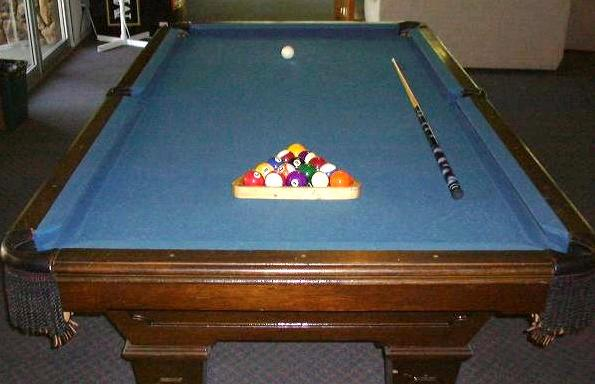
Masa de biliard cu bila albă principală, bile obiectiv, tac si triunghi

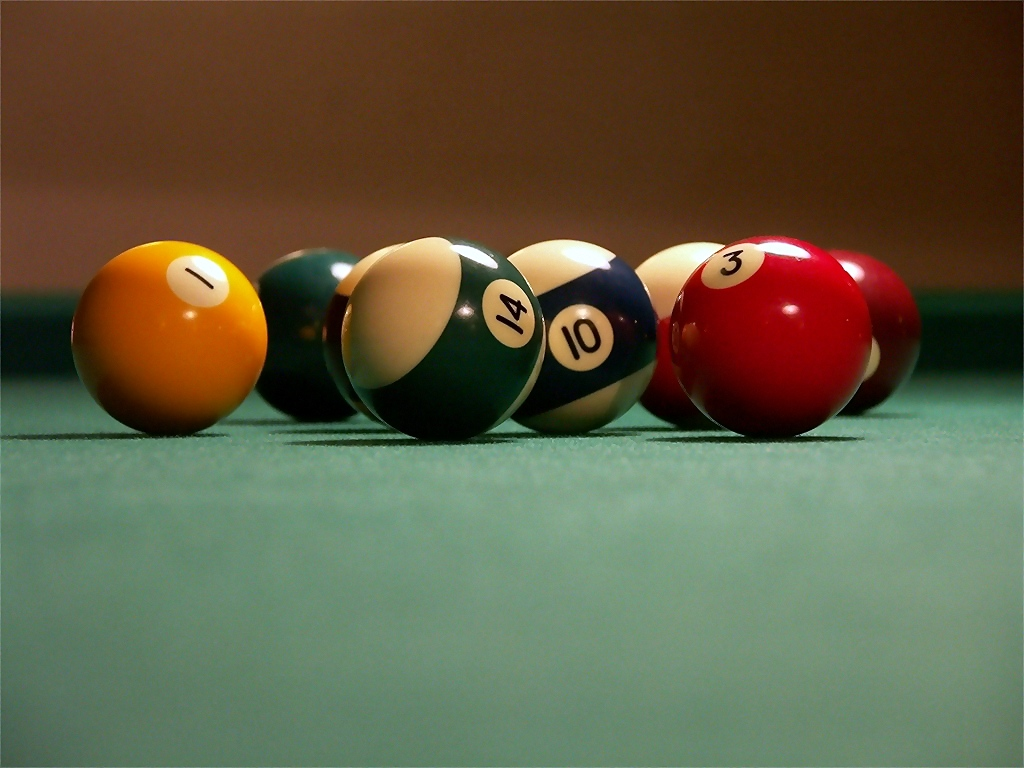
Bile de biliard

Biliardul este o familie de jocuri ce sunt jucate pe o masă (de obicei verde și cu șase găuri numite buzunarele mesei), cu un băț, numit tac, folosit pentru a lovi bilele, ca acestea să se miște pe suprafața mesei. În anumite contexte, cuvântul "biliard" se referă cu siguranță la unul din jocuri, biliardul englezesc sau biliardul carambole. În România termenul de biliard este bine definit și nu are mai multe variante. El este cunoscut ca fiind un joc de amatori ce se joacă prin baruri. La noi biliardul nu are aceași valoare pe care o are în țările în care acesta s-a dezvoltat.
Toate jocurile de biliard sunt evoluate ca jocuri de interior și provenite de la jocurile de exterior, acelea cu minge și bâtă. Cuvântul biliard se crede a fi provenit de la cuvântul franțuzesc 'billart' care înseamnă buzdugan sau măciucă, predecesorul modernului tac de astăzi.

## Ce însemanăpool
Cuvântul englezesc pool (baltă, joc de noroc, a uni), folosit deseori pentru jocurile de biliard se referă în general la buzunarul în care trebuie introdusă bila, cum ar fi 8-ball, 9-ball, or Straight pool. Cuvântul pool provine de la poolrooms (camerele de pariuri) sportive, unde oameni pariau la cursele de cai. Erau numite poolroms atât timp cât banii trebuiau înmulțiți, adunați mai mulți ("pooled") pentru a crește șansele de câștig. În aceste camere de pariuri (pools) se găseau deseori și mese de biliard, iar prin asociere pool a devenit sinonim cu biliard. Cum am spus și mai sus termenul englezesc pool și buzunarele de la masa de biliard (pocket billiards) sunt sinonime.

## Echipament

### Bile de biliard

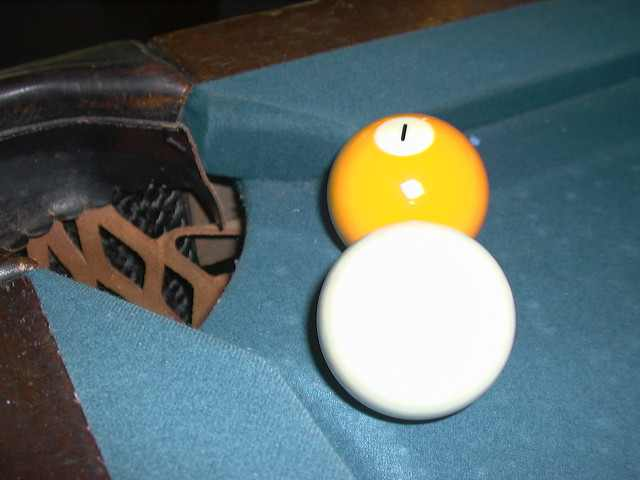
Bila albă principală si o bilă plină langa buzunar

Numărul, tipul, diametrul, culoarea și modeulul bilelor de biliard diferă după tipul de joc de biliard care este jucat. În 8-balls, straight pool, și alte jocuri înrudite cu aceste două, sunt implicate 16 bile: cinsprezece dintre ele fiind colorate și una singură albă complet. Bilele cu nr. inscripționat de la 1 la 7 se numesc pline fiind colorate în totalitate cu galben, albastru, roșu, mov, portocaliu, verde și roșu închis sau maro. Bilele 9-15 sunt albe, fiecare având o singură parte cu o bandă colorată care se potrivește cu culorile bilelor colorate în totalitate; bila nr 9 are o dungă galbenă, bila nr. 10 are o dungă albastră, ș.a. Bila nr. 8 este neagră în totalitate. În jocule 9-ball, sunt folosite doar bilele cu nr. de la 1 la 9 . Bilele regulamentare au 5,7 centimetri în diametru, si greutate cuprinsă între 156 și 170 de grame. Alte proprietăți specifice cum ar fi: duritatea, coeficientul de frecare, elasticitatea sunt foarte importante.
Unele bile folosite în jocurile televizate sunt colorate diferit pentru a putea fi distinse pe imaginile ecranului de la televizor. Bila nr. 4 folosită în astfel de jocuri este colorată în roz în loc de mov, iar bila nr. 7 este colorată într-o nuanță de maro mai deschisă decât de obicei. Dungile de pe bilele nr 12 și 15 sunt colorate în același mod. Mai tărziu pentru a da un efect de recunoaștere mai ușor bilele folosite în astfel de jocuri au fost punctate.
În tipul de joc de biliard numit snooker, sunt prezente 15 bile roșii, șase bile colorate (galben, verde, maro, albastru, roz, și negru), și o bilă albă principală. De obicei bilele nu sunt numerotate. Aceste bile au diametrul normal de 5,2 centimetri.
În jocurile cum sunt carom, straight billiards, biliardul englezesc, balkline, si three cushion, pe masă se află două mingi albe și una roșie. Una din bile este albă în totalitae iar cealată este ori galbenă, ori albă și cu un punct roșu. Aceste tipuri de bile au în general 7 centimetri în diametru.
Bilele de biliard au fost făcute inițial din fildeș importat din Africa. La inceputul secolului XX, în parte datoria protecției mediului, industria biliardului a realizat ca sursele de fildeș sunt finite. Acest lucru a dat un impuls inventatorilor sa creeze o alternativă. Astfel, John Wesley Hyatt a creat primul plastic industrial, Nitratul de Celuloză (Cellulose Nitrate), sub numele comercial de Celuloid (Celluloid).

### Masa de biliard
Există multe mărimi și stiluri de mese de biliard. De obicei, mesele sunt de două ori mai lungi decât lățimea. Majoritatea meselor au lungimea de 2,1, 2,4 sau 2,7 metri (7, 8 sau 9 picioare). Snookerul și biliardul englezesc au lungimea meselor de 3,6 metri (12 picioare). Sălile de biliard obișnuiesc să aibă mese de 3,6 metri, iar barurile folosesc mese de 2,7 metri care deobicei sunt plătite. Compromisul făcut de cei care au o masă de biliard în propria locuință este dat de spațiu, astfel alegându-se doar mese de 2,4 metri. Mesele de calitate sunt de obicei de 2,7 metri și sunt făcut dintr-o singură bucată, respectiv o lespede de granit sau o placă grea de ardezie prevenind astfel distrugerea și modificările care pot surveni în urma umezelii. Mesele de biliard au 6 buzunare, trei pe fiecare parte. Mesele sunt acoperite cu pânză specială de biliard (un fel de pâslă). Dunga mesei, care primește dese lovituri sunt acoperite cu o pânză mai puțin alunecoasă. Pânza de calitate este mai alunecoasă. Îmbrăcămintea tradițională a meselor de snooker au un fel de puf iar bilele se comportă diferit când se izbesc de acest puf. Îmbrăcămintea mesei de biliard este de obicei verde reflectând originile.

### Tacurile
Biliardul este jucat cu un băț cunoscut și ca tac. Un tac este ori un băț care este mai subțire la un capăt si care se îngroașă treptat spre mâner ori un băț care este desparțit la mijloc de un filament de metal sau "phenolic resin". Capătul (mânerul) tacului este partea care are circumferința mai mare. Partea mai subțire a tacului se numeste "shaft". Tacurile de calitate sunt în general cele făcute din două părți și folosind lemn destul de tare, de obicei arțar pentru cele de biliard și frasin pentru cele de "snooker". Toate tacurile sunt subțiate de la mâner către vârf.Vârful de piele și creta sunt folosite la imprimarea efectului(english) bilei albe. Tacurile ieftine sunt in general dintr-o singură bucată și sunt construite din aluminiu sau lemn, iar vârfurile sunt de calitate inferioară. Un tac de calitate poate fi scump si este făcut uneori din lemn exotic și alte materiale scumpe fiind decorat cu diverse modele. În general jucătorii cu experiență folosesc mai multe tacuri pe parcursul unui joc, acestea incluzând un tac pentru spargere și un tac mai scurt și mai ușor cu vârf special pentru loviturile sărite.

### Creta

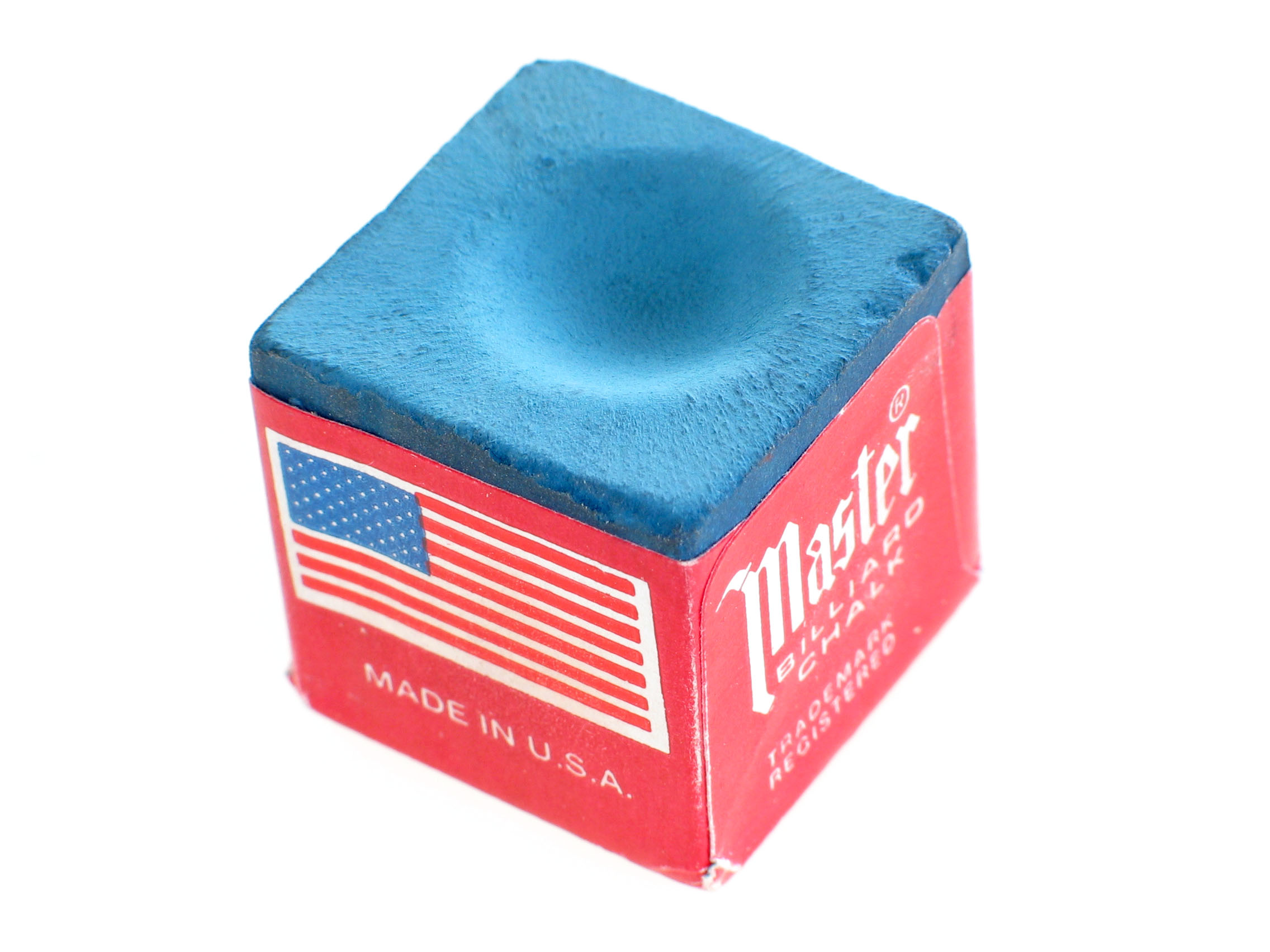
Creta

Creta este folosită deseori pentru vârful tacului, pentru a-i crește fricțiunea atunci când aceasta lovește mingea albă. Fricțiunea crescută face ca bila să se învârtă mai mult și reduce riscul de a greși lovitura (neintenționat să alunece pe lângă bila albă și să lovească altă bilă).

### 8 Ball
În Statele Unite ale Americii, cel mai jucat joc este 8-ball (8 bile). Acest tip de joc este deseori jucat pe mese ce funcționează cu fise, care au o lungime de 2,13 metri. În Marea Britanie se joacă de obicei in cafenele dar și la nivel de competiție în ligi profesioniste. De asemenea se joacă în cadrul unui campionat mondial organizat de Asociația Internațională de Biliard.

### 9 Ball
9-ball (9 bile) este un joc de campionat în Statele Unite ale Americii și este jucat pe mese a căror lungime măsoară 2,74 metri. Organizația Campionatului Statelor Unite și a US Open este Congresul American de Biliard (BCA). În afara US Open, sunt nenumarate turnee profesionale de biliard ce au loc anual.
Asociația Mondială de Biliard (WPA) organizează anual un turneu de '9-ball' pentru a determina campionul mondial la acest joc.

### 10 Ball
Ca și jocul de 9-ball (9 bile) 10 ball este un joc tip rotație în care bilele se introduc pe rând în buzunare. Adăugarea unei bile în plus și modificarea câtorva reguli s-au produs pentru a elimina pe cât posibil factorul noroc. 10-ball (bila 10) a devenit rapid preferatul jucătorilor profesioniști de biliard și în prezent se organizează atât campionate continentale cât și campionate mondiale la această disciplină. Principalele deosebiri față de 9-ball: se anunță bila jucată și buzunarul în care urmează să intre; în cazul în care bila anunțată ajunge în alt buzunarul adversarul îl poate obliga pe cel aflat la masa de joc sa continue din acea poziție; jocul nu este câștigat dacă la spargere intră bila 10. 

### One Pocket
One pocket (un buzunar) este un joc de strategie între doi jucători. Fiecarui jucător îi este atribuit un buzunar de colț de pe masa de biliard. Acesta este singurul buzunar pe care fiecare jucător îl poate folosi pentru a introduce bile. Primul dintre cei doi jucători care introduce o majoritate de bile (8) în buzunar, castigă partida. Spre deosebire de '8-ball' și '9-ball', acest joc pune mai mult accent pe strategia de defensivă decât pe cea de ofensiva. Se spune că dacă '8-ball' se aseamănă cu jocul de dame, 'one-pocket' se aseamănă cu jocul de sah.

## Campionate de biliard
- US Open Championship (BCA) - 9 Ball

- World Pool Association (WPA) - 9 Ball

- BS Master League (BSL) - 9 Ball & 8 Ball

- În evenimentele de snookerul și biliard carom, se decide foarte des un nou campion.

## Lista jocurilor de biliard

### Carom billiards
- Carambole billiards
- Straight rail
- Three cushion billiard
- 18.1 Balkline
- 18.2 Balkline

### Pocket billiards
- English billiards
- Golf
- Snooker
- Tenball
- Banks
- Cowboy
- Cutthroat (se joacă în trei)
- Eight ball (cunoscut și sub forma de stars and stripes sau solids and stripes)
- Flanges
- Indian
- Nine ball
- One pocket
- Rotation
- Seven ball
- Six pocket
- Straight pool
- Russian Billiards

### Alte variante
- Bar billiards
- Bumper pool
- Face Off

## Patente
- U.S. Patent 50359 -- Bilă de biliard
- U.S. Patent 76765 -- Bilă de biliard'
- U.S. Patent 88634 -- Bilă de biliard'
- U.S. Patent 114945 -- Bilă de biliard'